# Cicutaire bulbifère
 (juin 2022).
Si vous disposez d'ouvrages ou d'articles de référence ou si vous connaissez des sites web de qualité traitant du thème abordé ici, merci de compléter l'article en donnant les références utiles à sa vérifiabilité et en les liant à la section « Notes et références ».
Cicuta bulbifera
Espèce
Synonymes
- Cicutaria bulbifera Lam.[2]
- Keraskomion bulbiferum Raf.[2]

La Cicutaire bulbifère, ou Cicutaire à bulbe[réf. nécessaire] (Cicuta bulbifera), est une espèce de plantes à fleurs de la famille des Apiaceae. C'est une plante originaire d'Amérique du Nord. C'est l'une des quatre espèces du genre toxique Cicuta. De minuscules bulbilles se forment dans les articulations des feuilles dans la partie supérieure de la plante, donnant à la plante ses noms scientifiques et communs.

## Distribution, habitat et écologie
Ciguë bulbifera est originaire d'Amérique du Nord et possède une large distribution, de Terre-Neuve et du Labrador jusqu'à la Colombie-Britannique au Canada, à de la Virginie, l'Indiana, le Nebraska et l'Oregon aux États-Unis . 
Vivace, elle se reproduit par ses graines et ses bulbilles. Elle pousse le long des bords des marais et des lacs, dans les tourbières, les prairies humides, les eaux stagnantes peu profondes et le long des cours d'eau lents. Elle peut également pousser sur des buttes et des tapis flottants, sur des rondins en décomposition partiellement submergés, et est même connu pour pousser sur des barrages de castors. Cette espèce se trouve normalement dans les zones humides de haute qualité.

## Toxicité
Toutes les parties de la plante sont hautement toxiques pour les humains et le bétail. Les racines tubéreuses, la base de la tige et les jeunes pousses sont particulièrement toxiques. L'empoisonnement du bétail par les pruches aquatiques est le plus courant dans les zones sèches de l'Ouest des États-Unis, où les animaux au pâturage sont attirés vers les zones basses pour le fourrage vert pendant les périodes de sécheresse. 
Les propriétés toxiques de C. bulbifera sont similaires à celles des autres membres du genre Cicuta. Les racines et les tiges des racines sont les parties les plus toxiques de la plante, mais apparemment toutes les parties de la plante peuvent contenir une partie du poison, en particulier dans les premiers stades de croissance. L'ingestion d'une petite partie de la racine suffit à tuer un adulte. Certains classeraient ces plantes comme le genre de plantes à feuilles d'Amérique du Nord naturel le plus toxique.